# シッディ
シッディ（イタリア語: Siddi）は、イタリア共和国サルデーニャ州南サルデーニャ県にある、人口約600人の基礎自治体（コムーネ）。

## 地理

### 位置・広がり

#### 隣接コムーネ
隣接するコムーネは以下の通り。括弧内のORはオリスターノ県所属を示す。
- バレッサ (OR)
- コッリーナス
- ゴンノスコディーナ (OR)
- ゴンノストラマッツァ (OR)
- ルナマトローナ
- パウリ・アルバレーイ
- ウッサラマンナ